# Erste Schlacht von Homs
Die erste Schlacht von Homs wurde am 10. Dezember 1260 in Homs, Syrien, zwischen den Ilchanaten von Persien und den Streitkräften Ägyptens ausgetragen.
Nach dem historischen Mamluken-Sieg über die Ilkhanate in der Schlacht bei ʿAin Dschālūt im September 1260 ließ Hülegü des Ilkhanats den Ayyubid-Sultan von Damaskus und andere Ayyubid-Prinzen aus Rache hinrichten, wodurch die Dynastie in Syrien effektiv beendet wurde. Die Niederlage bei ʿAin Dschālūt zwang die Ilkhanat-Armeen jedoch aus Syrien und der Levante.
Die wichtigsten Städte Syriens, Aleppo und Damaskus, blieben somit für die Besatzung der Mamluken offen. Homs und Hama jedoch blieben im Besitz von minderjährigen ayyubidischen Fürsten. Diese Prinzen, anstatt die Mamluken von Kairo selbst, kämpften tatsächlich und gewannen die erste Schlacht von Homs.
Aufgrund des offenen Krieges zwischen Hülegü und seinem Cousin Berke Khan von der Goldenen Horde während des Bürgerkriegs des mongolischen Reiches konnte es sich das Ilkhanat nur leisten, 6000 Soldaten zurück nach Syrien zu entsenden, um die Kontrolle über das Land wiederzuerlangen. Diese Expedition wurde von Generälen des Ilchanats wie Baidu initiiert, der gezwungen war, Gaza zu verlassen, als die Mamluken kurz vor der Schlacht von ʿAin Dschālūt vorrückten. Nach dem Angriff auf Aleppo reiste die Truppe nach Süden nach Homs, wurde aber endgültig besiegt. Dies beendete den ersten Feldzug des Ilchanats nach Syrien, obwohl es mehrere spätere Einfälle gab, von denen keiner mit Eroberungen endete, die mehr als ein Jahr dauerten.